# Вітково-Друге
Вітково-Друге (пол. Witkowo Drugie) — село в Польщі, у гміні Старґард Старгардського повіту Західнопоморського воєводства.
Населення — 1067 осіб (2011).
У 1975-1998 роках село належало до Щецинського воєводства.

## Демографія
Демографічна структура станом на 31 березня 2011 року:
|          | Загалом | Допрацездатний вік | Працездатний вік | Постпрацездатний вік |
| -------- | ------- | ------------------ | ---------------- | -------------------- |
| Чоловіки | 552     | 115                | 393              | 44                   |
| Жінки    | 515     | 96                 | 321              | 98                   |
| Разом    | 1067    | 211                | 714              | 142                  |